# Hieracium iremelense
Hieracium iremelense es una especie de planta con flor del género Hieracium, de la familia Asteraceae, orden Asterales.

## Distribución
Hieracium iremelense se distribuye por Rusia.

## Taxonomía
Fue descrita científicamente por (Elfstr.) Üksip.
Tratamiento taxonómico
La especie aparece registrada y publicada en Not. Syst. Herb. Inst. Bot. Acad. Sci. U.R.S.S.